# Даніель Вальтер
Даніель Вальтер (фр. Daniel Walther; нар. 10 березня 1940 — пом. 3 березня 2018) — журналіст та письменник, автор науково-фантастичних романів, повістей та оповідань. Видатний представник французької «нової хвилі» цього жанру.

## Біографія
Народився 10 березня 1940 року у Мюнстері (Ельзас). Навчався в університетах Страсбурга та Саарбрюккена. До захоплення з написань науково-фантастичних творів вивчав фармацевтику та лінгвістику.
Першу новелу, «Нерозпаковане тіло» (фр. Le Corps déballé), створив 1963 року, що стало початком написання понад 160 есе подібної тематики. У 1976 році отримав премію за антологію «Чорні сонця Аркадії» (фр. «Les Soleils noirs d'Arcadie»). За три роки, 1980-го, став володарем гран-прі «de l'Imaginaire» за роман «Жах» (фр. «L'Épouvante»). Одночасно, з 1973 по 2005 рік, був журналістом і оглядачем в агентстві Dernières Nouvelles d'Alsace, де робив дописи щодо літературознавства, юстиції та вищої освіти.
2006 року переніс інсульт: без ушкодження мозку, проте з діагнозом хвороби Паркінсона. Попри болячку, між 2007 і 2010 роками, видає ряд творів. Помер у віці 77 років у Мюлузі.